# Aeroporto Internacional de Lugansk
O Aeroporto Internacional de Lugansk (em ucraniano: Міжнародний аеропорт Луганськ) (IATA: VSG, ICAO: UKCW) é um aeroporto internacional localizado na cidade de Lugansk, na Ucrânia. Atualmente o aeroporto encontra-se parcialmente destruído e fechado devido à Guerra Civil no Leste da Ucrânia.